# Václav Benda (malíř)
Václav Benda (25. června 1948 Liberec) je český malíř, kreslíř, sochař, fotograf, grafik a pedagog.

## Životopis
Narodil se v Liberci. V letech 1970–1975 vystudoval Střední průmyslovou školu strojní v Liberci a následně v rozmezí let 1975–1981 Akademii výtvarných umění v Praze u profesora Karla Součka. V roce 1995 začal vyučovat na Technické univerzitě v Liberci na Katedře výtvarného umění Fakulty architektury. Poté se přesunul na Katedru designu Fakultu textilní.
Autor se zaměřuje na figurální malbu a v jeho dílech se často objevuje humor a ironie. Do zobrazovaných postav vpisuje vážnost a jejich vlastní příběh. Je autorem cyklu obrazů "Nemocnice" s vážnou tematikou. Je zastoupen ve sbírkách Národní Galerie Praha, Oblastní Galerie Liberec, Národního Památníku Terezín, Galerie moderního umění v Roudnici nad Labem, Galerie Benedikta Rejta Louny a dalších. Kromě malířství se autor zabývá také focením například černobílých autoportrétů, které pomocí přidání různých doplňkových věcí (například brýlí, míčku a jiných) dostávají další symbolické významy.

## Dílo
- 1986: cyklus Nemocnice[2]
- 1988: Sebastián[2]
- 2008: Podoby skrytosti[3]

## Galerie

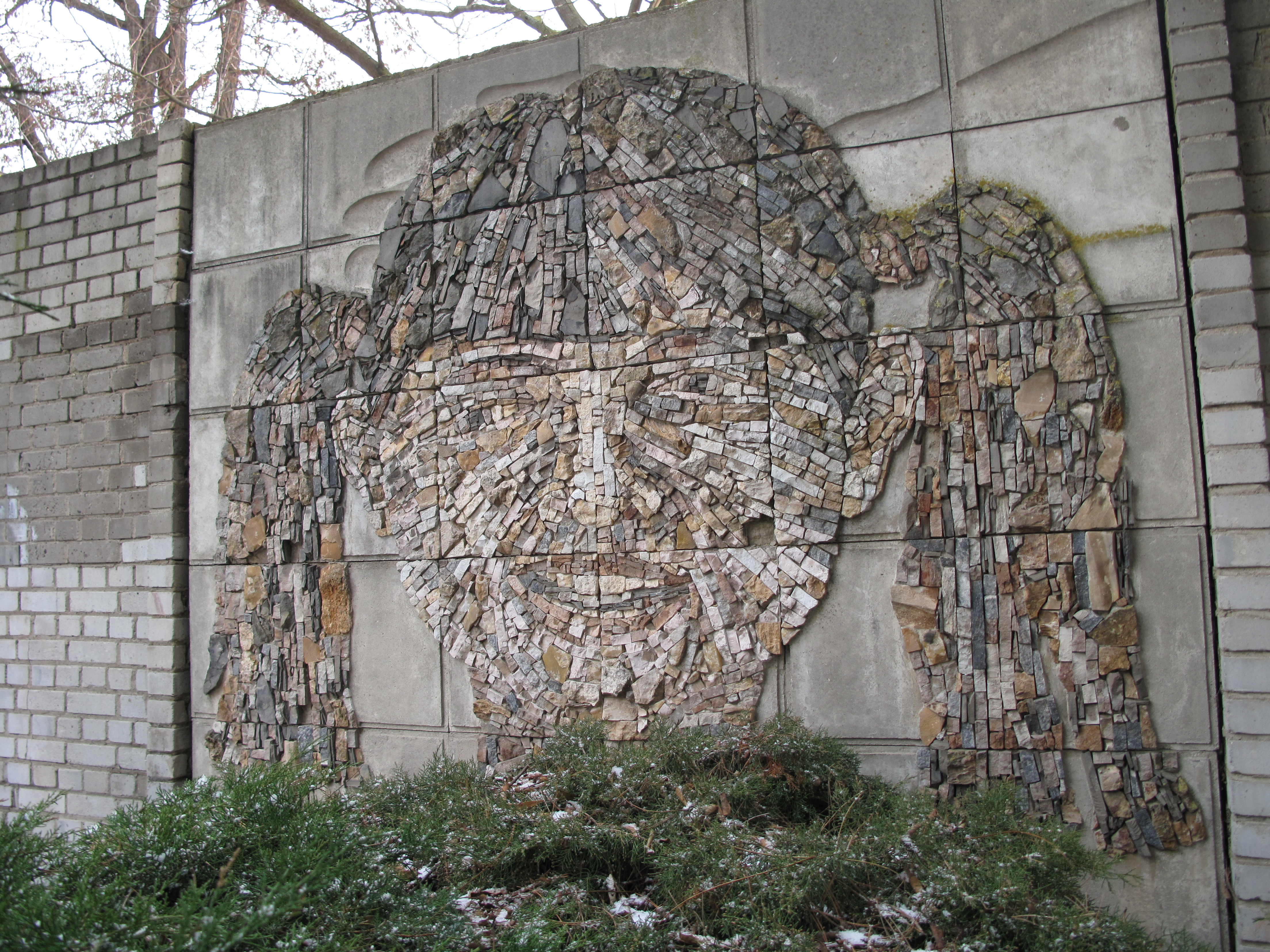
Mládí a domov, kamenná mozaika na Masarykově třídě v Litoměřicích, 1985
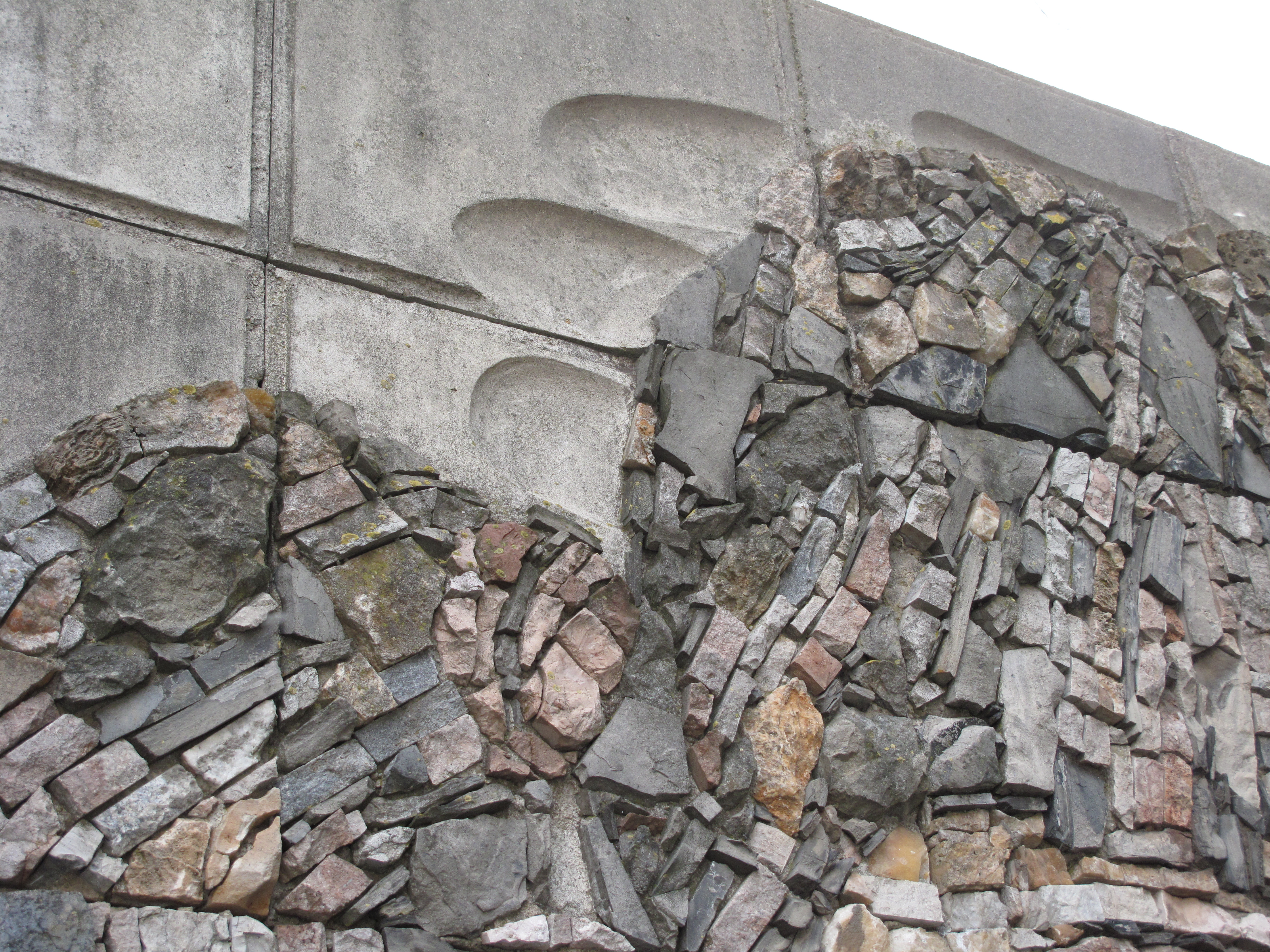
Mládí a domov, detail
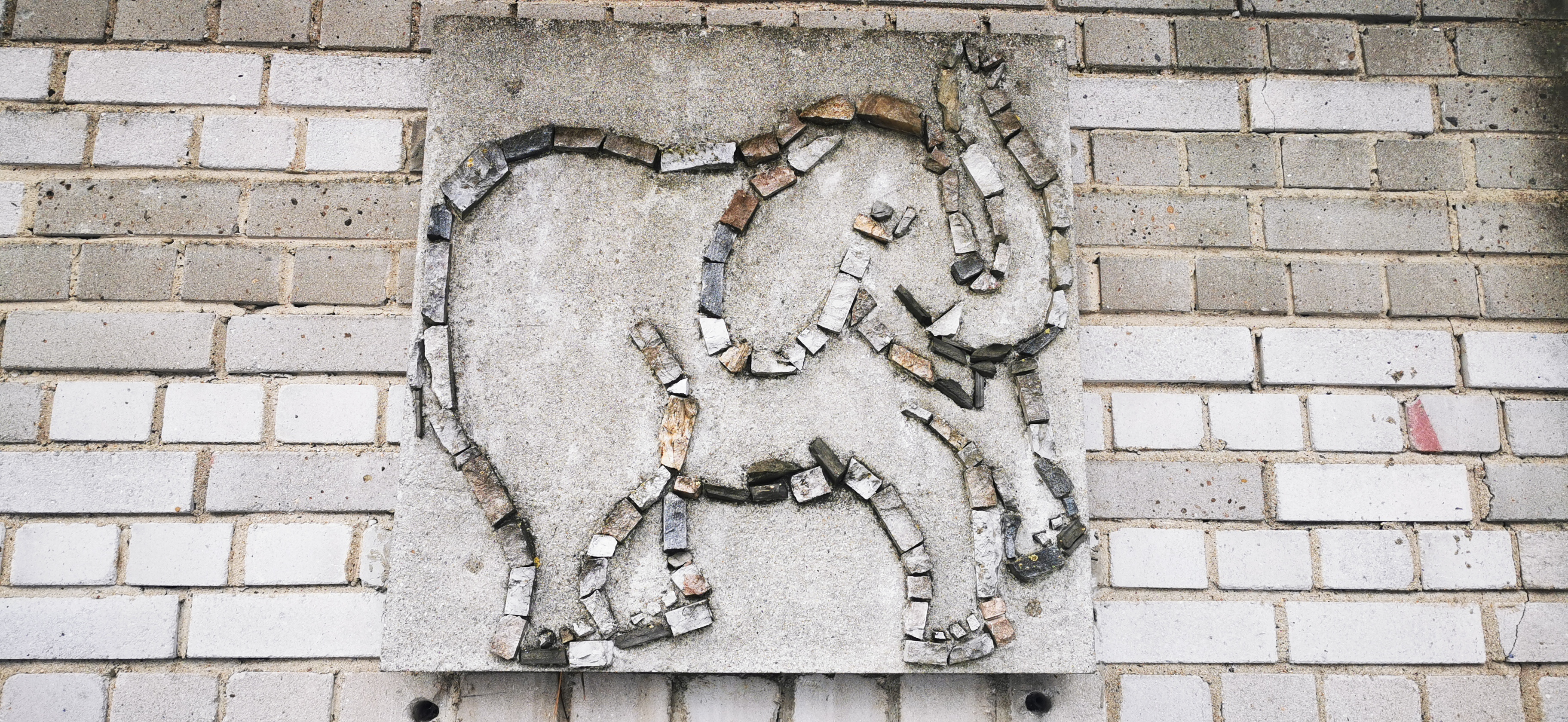
Kolekce kamenných mozaikových reliéfů u základní školy na Masarykově třídě v Litoměřicích, 1985 - slon
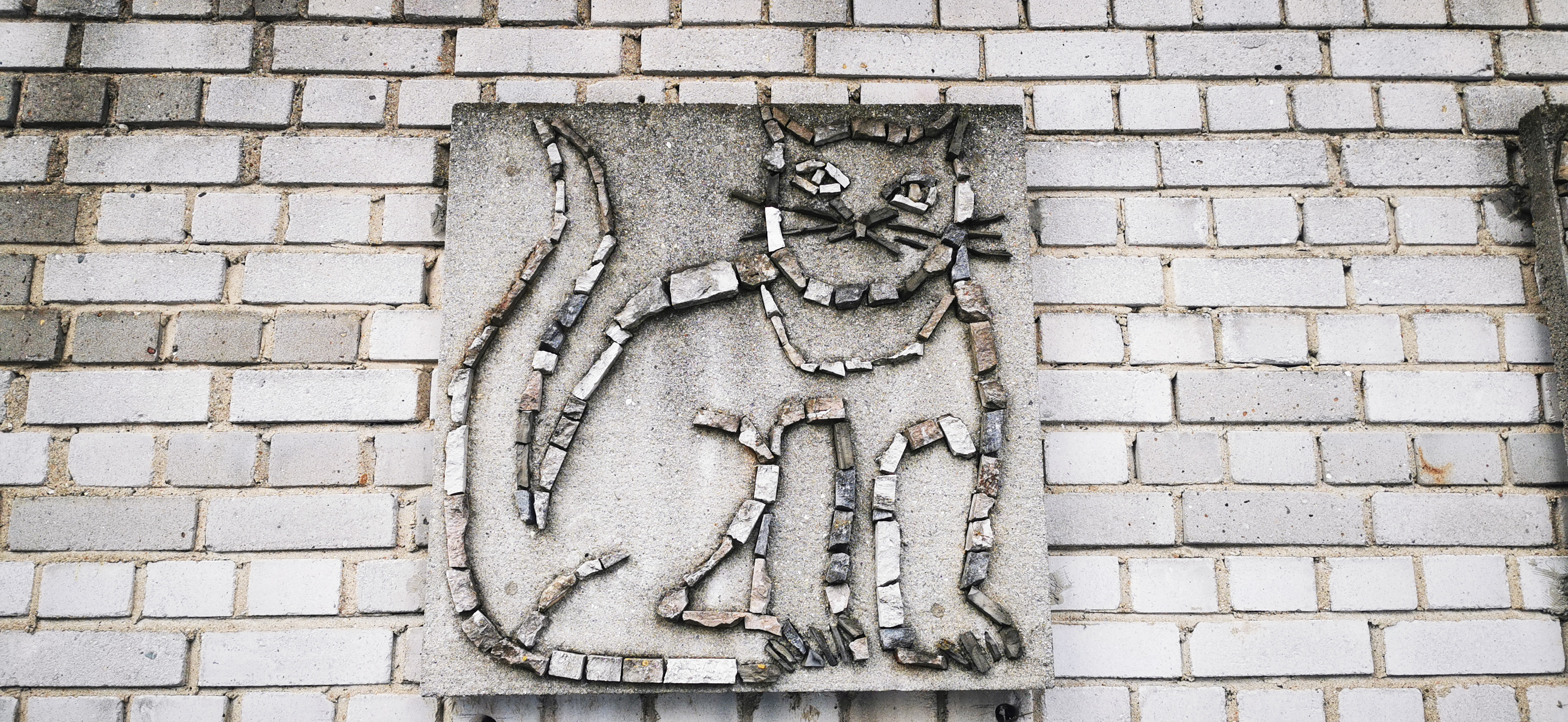
Kočka
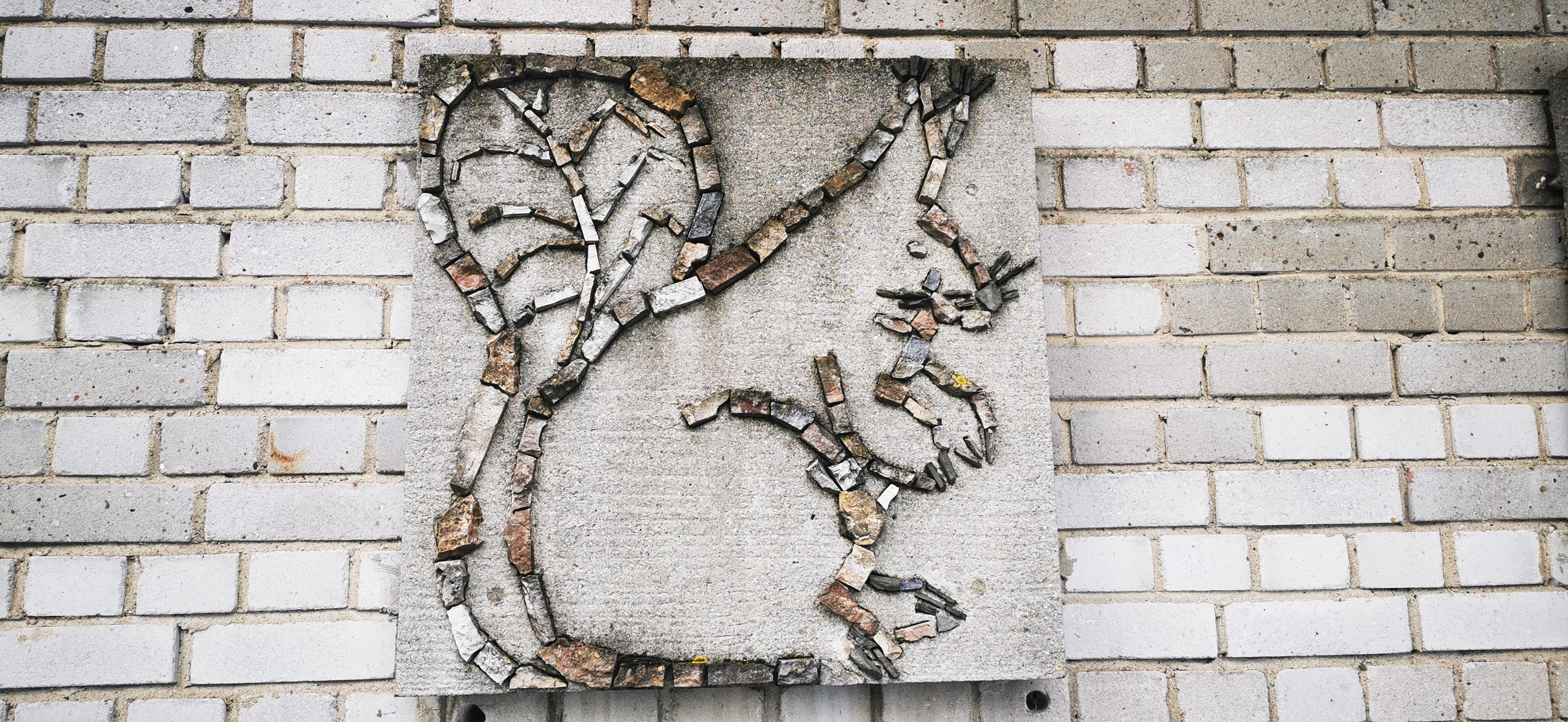
Veverka
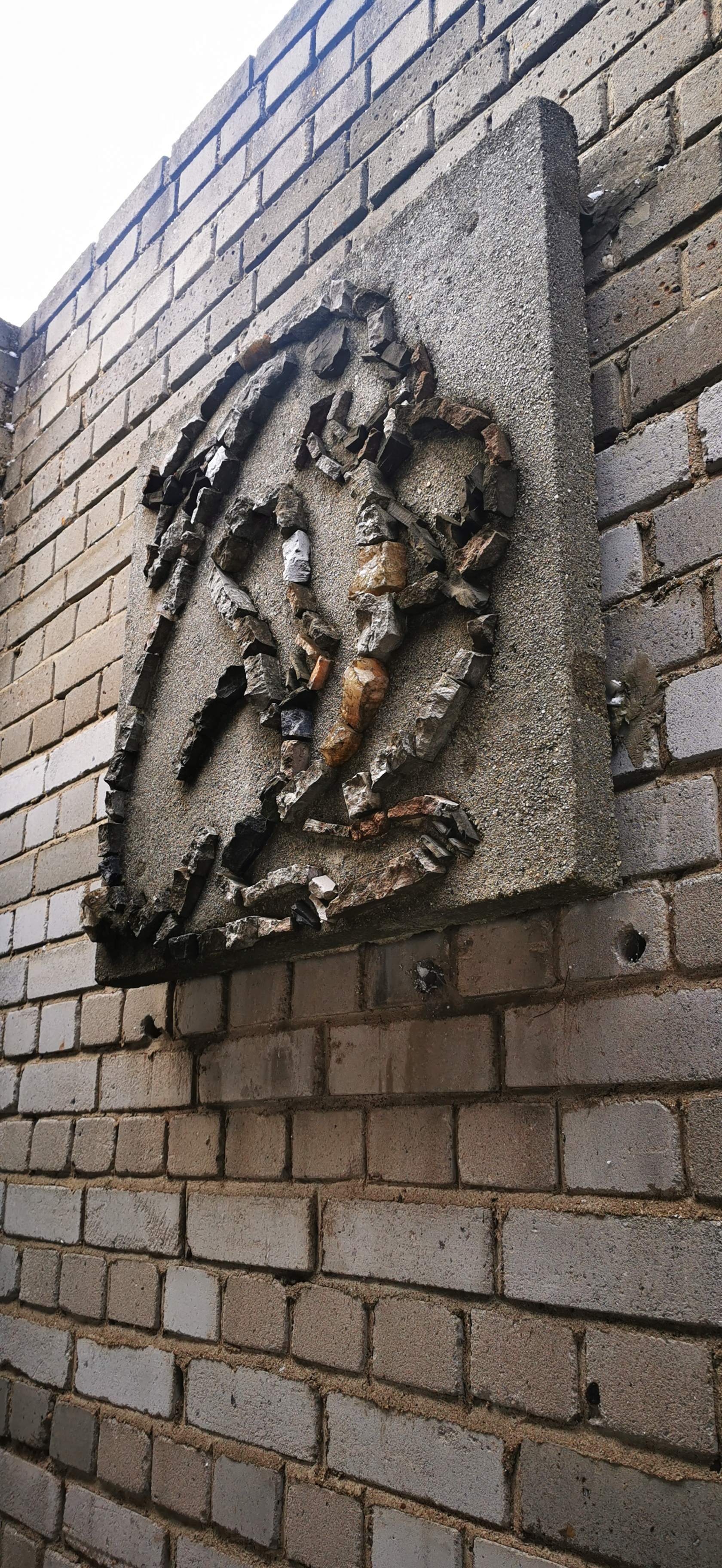
Zajíc, ze strany